# Regionalwahl in der Lombardei 1970
Die Regionalwahl in der Lombardei 1970 fand am 7. und 8. Juni statt.

## Wahlergebnis
| Listen            | Listen                                           | Stimmen   | %    | Mandate |
| ----------------- | ------------------------------------------------ | --------- | ---- | ------- |
|                   | Democrazia Cristiana                             | 2.138.141 | 40,9 | 36      |
|                   | Partito Comunista Italiano                       | 1.210.068 | 23,1 | 19      |
|                   | Partito Socialista Italiano                      | 648.696   | 12,4 | 9       |
|                   | Partito Socialista Unitario                      | 376.436   | 7,2  | 5       |
|                   | Partito Liberale Italiano                        | 310.324   | 5,9  | 4       |
|                   | Movimento Sociale Italiano                       | 195.791   | 3,7  | 3       |
|                   | Partito Socialista Italiano di Unità Proletaria  | 188.585   | 3,6  | 2       |
|                   | Partito Repubblicano Italiano                    | 125.767   | 2,4  | 2       |
|                   | Partito Democratico Italiano di Unità Monarchica | 31.119    | 0,6  | –       |
|                   | Unione Autonomisti d’Italia                      | 3.389     | 0,1  | –       |
| Gesamt            | Gesamt                                           | 5.228.316 | 100  | 80      |
|                   |                                                  |           |      |         |
| Ungültige Stimmen | Ungültige Stimmen                                | 225.615   | 4,1  |         |
| Wähler            | Wähler                                           | 5.453.931 | 95,5 |         |
| Wahlberechtigte   | Wahlberechtigte                                  | 5.710.352 |      |         |